# Menahem Golan
Menahem Golan (Tiberiade, 31 maggio 1929 – Giaffa, 8 agosto 2014) è stato un regista e produttore cinematografico israeliano.

## Biografia
Figlio di ebrei polacchi trasferitisi a Tiberiade, Golan in gioventù presta servizio come pilota nell'aviazione dell'esercito israeliano. Il suo primo contatto con il mondo dello spettacolo avviene a Londra, all'Old Vic Theatre School che frequenta nei primi anni cinquanta; tornato in Israele inizia a produrre spettacoli teatrali finché nel 1963 incontra Roger Corman che gli chiederà di assisterlo alla regia de I diavoli del Grand Prix. Nello stesso anno fonda con il cugino Yoram Globus la Noah Films società che doveva distribuire film per il mercato israeliano. Il piano si rivela ben fatto e nel 1964 il film da loro prodotto Sallah (Sallah Shabati) viene nominato all'Oscar come miglior film straniero, tuttavia il mercato internazionale è difficile da conquistare e benché negli anni settanta riescano a produrre anche film americani la vera notorietà è ancora di là da venire. Intanto nel 1975 gira i suoi due primi film americani: Colpo da un miliardo di dollari e Big Boss, un discreto film sui gangster. Nel 1979 lui e il cugino rilevano una compagnia di produzione in fallimento, la Cannon Films, ottenendo così un più vasto riconoscimento. Fra la fine degli anni '70 e i primi '80 gira altri tre deludenti film, del 1984 è invece la divertente commedia Oltre il ponte di Brooklyn con Elliott Gould, il vero colpo però arriva nel 1987 quando gira e produce Over the Top con Sylvester Stallone. Nonostante i soldi guadagnati però la società non va bene, tanto che viene rilevata dalla MGM. Negli anni successivi ha continuato a lavorare producendo altri lavori, ma non ha mai raggiunto grandi vette di successo, i suoi critici sostengono che questo sia dovuto al fatto che Golan abbia sempre privilegiato la quantità alla qualità.

## Filmografia

### Produttore
- Diamante Lobo, regia di Gianfranco Parolini (1976)
- La notte dei falchi (Mivtsa Yonatan), anche regista (1977)
- Pop Lemon (Eskimo Limon), regia di Boaz Davidson (1978)
- A chi tocca, tocca...! (Agenten kennen keine Tränen), regia di Gianfranco Baldanello e Menahem Golan (1978)
- Il giustiziere della notte n. 2 (Death Wish II), regia di Michael Winner (1982)
- L'ultima vergine americana (The Last American Virgin), regia di Boaz Davidson (1982)
- La casa delle ombre lunghe (House of the Long Shadows), regia di Pete Walker (1983)
- Sahara, regia di Andrew V. McLaglen (1983)
- Love Streams - Scia d'amore (Love Streams), regia di John Cassavetes (1984)
- Oltre il ponte di Brooklyn (Over the Brooklyn Bridge), anche regista (1984)
- Breakdance (Breakin'), regia di Joel Silberg (1984)
- Maria's Lovers, regia di Andrej Končalovskij (1984)
- A trenta secondi dalla fine (Runaway Train), regia di Andrej Končalovskij (1985)
- Il giustiziere della notte 3 (Death Wish 3), regia di Michael Winner (1985)
- Guerriero americano (American Ninja), regia di Sam Firstenberg (1985)
- Interno berlinese (The Berlin Affair), regia di Liliana Cavani (1985)
- Follia d'amore (Fool For Love), regia di Robert Altman (1985)
- Delta Force (The Delta Force), anche regista (1986)
- Superfantagenio, regia di Bruno Corbucci (1986)
- Un complicato intrigo di donne, vicoli e delitti, regia di Lina Wertmüller (1986)
- Non aprite quella porta - Parte II (The Texas Chainsaw Massacre Part2), regia di Tobe Hooper (1986)
- Cobra, regia di George Pan Cosmatos (1986)
- 52 gioca o muori (52 Pick-Up), regia di John Frankenheimer (1986)
- Il potere magico (Rumpelstiltskin), regia di David Irving (1987)
- La bella e la bestia (Beauty and the Beast), regia di Eugene Marner (1987)
- Biancaneve (Snow White), regia di Michael Berz (1987)
- I vestiti nuovi dell'imperatore (The Emperor's New Clothes), regia di David Irving (1987)
- Il giustiziere della notte 4 (Death Wish 4: The Crackdown), regia di J. Lee Thompson (1987)
- Hansel e Gretel (Hansel and Gretel), regia di Len Talan (1987)
- La bella addormentata (Sleeping Beauty), regia di David Irving (1987)
- Over the Top, anche regista (1987)
- Street Smart - Per le strade di New York (Street Smart), regia di Jerry Schatzberg (1987)
- The Barbarians, regia di Ruggero Deodato (1987)
- Guerriero americano 2 - La sfida (American Ninja 2: The Confrontation), regia di Sam Firstenberg (1987)
- Gli avventurieri della città perduta (Allan Quatermain and the Lost City of Gold), regia di Gary Nelson (1987)
- Superman IV (Superman IV: The Quest for Peace), regia di Sidney J. Furie (1987)
- I dominatori dell'universo (Masters of the Universe), regia di Gary Goddard (1987)
- Barfly - Moscone da bar (Barfly), regia di Barbet Schroeder (1987)
- I ragazzi duri non ballano (Tough Guys Don't Dance), regia di Norman Mailer (1987)
- King Lear, regia di Jean-Luc Godard (1987)
- Senza esclusione di colpi (Bloodsport), regia di Newt Arnold (1988)
- Appuntamento con la morte (Appointment with Death), regia di Michael Winner (1988)
- Il gatto con gli stivali (Puss in Boots), regia di Eugene Marner (1988)
- Cappuccetto Rosso (Red Riding Hood), regia di Adam Brooks (1988)
- Un grido nella notte (A Cry in the Dark - Evil Angels), regia di Fred Schepisi (1988)
- Manifesto, regia di Dušan Makavejev (1988)
- Il principe ranocchio (The Frog Prince), regia di Jackson Hunsicker (1988)
- Sinbad of the Seven Seas, regia di Enzo G. Castellari (1989)
- Colombia Connection - Il massacro (Delta Force 2: The Colombian Connection), regia di Aaron Norris (1990)
- Il giustiziere della notte 5 (Death Wish V: The Face of Death), regia di Allan A. Goldstein (1994)

### Regista
- El Dorado (1963)
- Dalia Vehamalalahim (1964)
- Shemona B'Evekot Ahat (1964)
- Commandos in azione (Trunk to Cairo) (1965)
- Fortuna (1966)
- 999 Aliza: The Policeman (1967)
- Tuvia Vesheva Benotav (1968)
- What's Good for the Goose (1969)
- Margo Sheli (1969)
- Lupo (1970)
- I falchi attaccano all'alba (Attack at Dawn) (1970)
- Katz V'Carasso (1970)
- Malkat Harkvish (1971)
- Escape to the Sun (1972)
- Shod Hatelephonim Hagadol (1972)
- Kazablan (1973)
- Big Boss (Lepke) (1975)
- Colpo da un miliardo di dollari (Diamonds) (1975)
- La notte dei falchi (Mivtsa Yonatan) (1977)
- A chi tocca, tocca...! (Agenten kennen keine Tränen), co-regia con Gianfranco Baldanello (1978)
- Il mago di Lublino (The Magician of Lublin) (1979)
- The Apple (1980)
- L'invincibile ninja (Enter the Ninja) (1981)
- Oltre il ponte di Brooklyn (Over the Brooklyn Bridge) (1984)
- Delta Force (The Delta Force) (1986)
- Over the Top (1987)
- La guerra di Hanna (Hanna's War) (1988)
- Mack the Knife (1989)
- Hit the Dutchman (1992)
- Vittima silenziosa (Silent Victims) (1993)
- Impatto pericoloso (Deadly Heroes) (1993)
- Luise knackt den Jackpot (1995)
- Russian Roulette - Moscow 95 (1995)
- Die Tunnelgangster von Berlin (1996)
- The Road of Glory (1997)
- Armstrong (1998)
- Delitto Versace (The Versace Murders) (1998)
- Lima: Breaking the Silence (1999)
- Kumite (2000)
- Death Game (2001)
- Delitto e castigo (2002)
- Ha-Shiva MeHodu (2002)
- Final Combat (2003)
- Yamim Shel Ahava (2005)
- Rikud Mesukan (2007)
- Marriage Agreement (2008)